# Semiramisia speciosa
Semiramisia speciosa là một loài thực vật có hoa trong họ Thạch nam. Loài này được (Benth.) Klotzsch miêu tả khoa học đầu tiên năm 1851.